# بنزفيتامين
بنزفيتامين (بالإنجليزية: Benzphetamine)‏ هو دواء يُستعمل في علاج:
- سمنة[8]

## دوره
يلعب هذا الدواء دورًا في علاج الأمراض كونه:
- مثبط أكسيداز أحادي الأمين

## التداخلات الدوائية
يتداخل دوائيًا مع:
```
إيزوكاربوكسازيد
، 
وفينيلزين
، 
وبروكاربازين
، وسيليجيلين، 
وترانيلسيبرومين
```